# Jahriyya
Jahriyya oder Dschahria ist ein hauptsächlich in Ningxia, Gansu und Yunnan verbreiteter Naqschbandi-Tariqa (Sufi-Orden) des Islam. Es ist eine der vier großen menhuan (Sufischulen) Chinas. Sie verbreitete sich im 16. Jahrhundert über Zentralasien in den Gebieten von Yarkant (Shache) und Kaschgar (Kashi) in Xinjiang und wurde 1744 von Ma Mingxin (1719–1781) in Gansu, Ningxia und Qinghai eingeführt.
Der Name stammt von einem sich auf die Praxis des vokalen bzw. lauten Vortrags des dhikr (Gedenkens an Gott) beziehenden arabischen Wort. Dies geschieht im Gegensatz zur typischen Naqschbandi-Praxis der Khufiyya, wo dies schweigend geschieht. Die Jahriyya-Schule wird deshalb im chinesischen auch als "Laut-Rezitations-Schule" (gaosheng pai 高声派) oder "Laut-Vorlese-Schule" (gaonian pai 高念派) bezeichnet, eine weitere Bezeichnung für sie ist "Neue Lehre/Neue Religion" (Xinjiao 新教).
Sie schenkt der Pilgerfahrt nach Mekka keine Aufmerksamkeit, sondern hat die gongbei 拱北 – d. h. die über den Gräbern ihrer Scheichs, Weisen oder Führer errichteten Kuppelbauten, arabisch qubba – als Glaubenszentren bzw. Pilgerziel. Sie folgt dem hanefitischen Ritus. Das Martyrium hat hohen Stellenwert; großes Gewicht wird auf das eigene Glaubenssystem (daocheng 道乘) gelegt, „das stufenweise zur Entpersönlichung und zur mystischen Vereinigung mit Gott führt“ (Hu Fan).
Die Schule war insbesondere im späten 18. und im 19. Jahrhundert in der Provinz Gansu (auch Qinghai und Ningxia) aktiv, wo ihre Anhänger in einer Anzahl von Konflikten mit anderen muslimischen Gruppen standen und sie in mehrere Rebellionen gegen die in China herrschende Qing-Dynastie verwickelt war.
Ma Mingxin hatte in Mekka und Jemen unter einem Naqschbandi-Sufi-Lehrer namens 'Abd al-Chāliq (chinesischen Moslems als "Abu Duha Halik" bekannt) studiert, dem Sohn von az-Zayn b. Muhammad 'Abd al-Baqī al-Mizjaji (1643/44–1725), der aus Mizjaja bei Zabīd im Jemen stammte. Az-Zayn wiederum hatte in Medina unter dem berühmten kurdischen Mystiker Ibrahīm ibn Hasan al-Kūrānī (1616–1690) studiert, der für die vokale Anrufung (statt der schweigenden) dhikr bekannt war.
Sie hat verschiedene Unterschulen: Nanchuan 南川, Beishan 北山, Shagou 沙沟, Banqiao 板桥 und Xindianzi 新店子.